# 1421 Esperanto
1421 Esperanto (tên chỉ định: 1936 FQ) là một tiểu hành tinh vành đai chính được phát hiện ngày 18 tháng 3 năm 1936 bởi nhà thiên văn học người Phần Lan Yrjö Väisälä ở Đài thiên văn Iso-Heikkilä ở Turku, Phần Lan. Nó có đường kính 43.31 km.